# باغي (فلم 2016)
باغي (بالعربية: المتمرد) (بالإنجليزية: Rabel) هو فيلم هندي صدر في جميع أنحاء العالم بتاريخ 29 أبريل 2016، الفيلم من إخراج سابر خان وإنتاج ساجد ناديادوالا. ومن بطولة تايغر شروف وشرادا كابور إلى جانب سودهير بابو في الدور السلبي. وذكرت مصادر الفيلم أن هذا الأخير مشابه مع فيلم التيلوجو Varsham، بحيث يستخدم هذا الفيلم تقنيات مشتركة في فنون الدفاع عن النفس مثل حركة الأفعى لجاكي شان وطرق التصوير.

## الممثلين
- تايغر شروف في دور روني
- شرادها كابور في دور سيا
- سودهير بابو في دور راغاف
- باراس أرورا
- سونيل غروفر في دور P. P. Khurrana

## وصلات خارجية
لا توجد روابط لمواقع التواصل الاجتماعي.

- مقالات تستعمل روابط فنية بلا صلة مع ويكي بيانات